# The Creator
The Creator és una pel·lícula estatunidenca de suspens i acció de ciència-ficció del 2023 produïda i dirigida per Gareth Edwards a partir d'un guió escrit per Edwards i Chris Weitz. La pel·lícula compta amb la participació de John David Washington, Gemma Chan, Ken Watanabe, Sturgill Simpson, Madeleine Yuna Voyles i Allison Janney. La seva trama, situada en un futur condicionat per l'efecte de la intel·ligència artificial sobre el progrés tecnològic i social de la raça humana, segueix a un exagent de les forces especials que és reclutat per trobar i destruir al "Creador", qui ha desenvolupat una arma misteriosa. Es creu que aquesta arma podria canviar el decurs de la guerra destruint la NOMAD, una arma hipotèticament creada per protegir la humanitat.
El desenvolupament va començar al novembre de 2019, quan Edwards va signar per a dirigir i escriure un projecte de ciència-ficció sense títol per a New Regency i va ser anunciat oficialment al febrer de 2020. Va citar a Apocalypse Now (1979), Baraka (1992), Blade Runner (1982), Akira (1988), Rain Man (1988), The Hit (1984), E.T. l'extraterrestre (1982) i Paper Moon (1973) com a fonts d'inspiració per a aquesta pel·lícula. El rodatge va disposar d'un pressupost de 90 milions de dòlars i es va dur a terme principalment a Tailàndia, al llarg del 2022. El rodatge va començar el 17 de gener de 2022 i va concloure el 30 de maig de 2022. Originalment titulada True Love, es va canviar al seu títol actual.
The Creator es va estrenar en el Fantastic Fest el 26 de setembre de 2023, i va ser estrenada als Estats Units i altres països com ara Espanya el 29 de setembre, per 20th Century Studios. La pel·lícula va rebre crítiques generalment positives, amb molts elogiant els seus efectes visuals, direcció, actuacions i el seu desenvolupament de la trama argumental.

## Sinòpsi
Esclata una guerra entre Estats Units, on s'han prohibit les IAs, i Nova Àsia, on conviuen humans i IAs. A Nova Àsia es troben forces de defensa de la intel·ligència artificial Nirmata. Joshua, un endurit exagent de les forces especials que sofreix la mort de la seva esposa i filla, és reclutat per trobar i eliminar al Creador, un arquitecte de IAs, que es creu que ha aconseguit desenvolupar una arma amb el poder de destuir la NOMAD, una arma que els estatunidencs han construit per extingir les IAs.

## Repartiment
- John David Washington com Joshua Taylor
- Madeleine Yuna Voyles com Alfie
- Gemma Chan com Maya
- Allison Janney com a Coronel Howell
- Ken Watanabe com Harún
- Sturgill Simpson com Drew
- Amar Chadha-Patel com Omni / Sek-on / Sergent Bui
- Marc Menchaca com McBride
- Robbie Tann com Shipley
- Ralph Ineson com a General Andrews
- Michael Esper com Cotton
- Veronica Ngo com Kami